# スローネイバーフッド
スローネイバーフッド（英：Slow Neighborhood）。ネイバーフッドは「近所（付き合い）」の意味で、それがスロー（緩やか）に繋がるということから、地方と都市の柔軟な関係を指す。日本語ではスロー・ネイバーフッドと中黒を入れて表記することもある。

## 概要
地方（生産者）での大量生産から都市（消費者）での大量消費という従来の一辺倒な在り方を見直すべきではという社会構造・生活様式の変化を求める風潮の中から出てきた考え方で、新型コロナウイルス感染症の世界的流行に見舞われ都市と地方の交流（旅行）が遮断されたことから、新たな交流のスタイルを模索する中で注目されるようになったもので、都市と地方が互いに身近な存在として「ご近所」のような関係になることを目指すものである。
コロナ禍でWeb会議が盛んになり、オンラインツアーのようなバーチャルな観光形式が受け入れられるようになったこともあり、インターネットを介しての交流でも充分に意思疎通ができるとして積極的に活用し、最終的にはアフターコロナに実際に現地へ出向いてもらいリアルの交流に持ち込み、交流人口を増やしたいとする。

## 実証例
JR東日本が福島県会津地方と新潟県佐渡と提携し、東北新幹線・上越新幹線を活用して現地の新鮮な産物を輸送し東京で販売し、将来的には鉄道を利用しての旅先に選んでもらうことを狙っている。